# Завгородній Іван Федотович
Іван Федотович Завгородній (25 (12) травня 1915, Клешнівка — 19 березня 2006, Лобойківка) — український художник, майстер петриківського розпису.
У 1939 році закінчив Петриківську школу декоративного малювання. Учень відомої майстрині Тетяни Пати.
Працював на Фабриці петриківського розпису «Дружба» з моменту її заснування у 1958 році до 1975 року.
Окремі роботи зберігаються у Дніпровському художньому та історичному музеях, Шевченківському національному заповіднику у місті Канів на Черкащина.

## Основні твори
- «Голуб серед квітів» (1960; пап'є-маше, підлакований розпис)[2];
- папка для книги «Кобзар» Т. Шевченка (1964)[2];
- «Букет» (1964; 1966, панно)[2];
- «Зірка» (1966; тареля)[2];
- «Жар-птиця» (1967; полотно, підлакований розпис)[2];
- «Жар-птиця» (1978; тареля)[2].